# Ломбардійська Вікіпедія
Ломбардійська Вікіпедія — розділ Вікіпедії ломбардійською мовою. Створена у вересні 2005 року. Тепер це 92-га найбільша Вікіпедія — між західнофризькою Вікіпедією і Вікіпедією мовою суахілі.
Ця Вікіпедія має порівняно незначний показник глибини. Це пов'язано з тим, що багато статей у ломбардійській Вікіпедії створено роботами.
Ломбардійська Вікіпедія станом на 25 березня 2025 року містить 76 102 статті, 46 736 зареєстрованих користувачів, 60 активних дописувачів, 3 адміністраторів
. Загальна кількість сторінок у ломбардійській Вікіпедії — 147 864, редагувань — 1 304 059, завантажених файлів — 802
. Глибина (рівень розвитку мовного розділу) ломбардійської Вікіпедії дуже мала і становить лише 7.8 пунктів
. 